# 丸の内
丸の内（まるのうち）は、東京都千代田区の町名。隣接する千代田区大手町・有楽町、中央区八重洲・日本橋・京橋とともに、日本最大のビジネス街および超高層ビル群を構成している。広義では東京駅の西側一帯を指し、駅東側一帯の八重洲と対比される。現行行政区画は丸の内一丁目から丸の内三丁目。住居表示実施済みの地域。

## 概要
西は千代田区皇居外苑、北は同区大手町、南は同区有楽町・日比谷、東は中央区（八重洲・銀座）との境界に当たる。江戸時代にこの地が江戸城（現在の皇居）の内堀と外堀に囲まれた場所であり、 地名は城の堀（曲輪）で囲まれた内側にあったことに由来する（「丸の内（曖昧さ回避）」も参照）。江戸時代は大名屋敷が立ち並んでおり、大名小路と通称されていた。江戸時代は町人地ではないため町名はなく、明治初期に永楽町・八重洲町・有楽町などの町名が誕生した。昭和初期に「丸ノ内」の町名が誕生し、同時に永楽町・八重洲町の町名が消滅した。昭和後期に「丸の内」表記に変更され現在に至る。
およそ皇居外苑と東京駅に挟まれた地区で、北に隣接する大手町や南に隣接する有楽町（日比谷）と共に日本最大級のオフィス街・超高層ビル街として発展し、東京の中心業務地区（CBD）として機能している。都市銀行（メガバンク）の本店や日本を代表する製造業や総合商社などの大企業の本社ビルが建ち並び、日本の金融・経済の中心地の一つである。 丸の内・大手町エリアには東証プライム上場企業の約3割が集積しており、本社機能の集積は他の地域を圧倒している。
三菱財閥の二代目総帥である岩崎弥之助率いる「三菱社」が国から払い下げを受けた約10万坪の草地であったことから明治期には「三菱ケ原」と呼ばれ、三菱が広大な荒地をイギリス・ロンドンのシティを模範とした大規模なビジネス街として開発していった。そういった歴史的経緯から三菱グループ（旧三菱財閥）主要各社の本社ビルが集中し、「三菱村」とも呼ばれている。特に三菱グループの御三家といわれる三菱UFJ銀行、三菱商事、三菱重工業の本社は全て丸の内に位置している。現在でも三菱地所が丸の内一帯に30棟ものオフィスビルを所有しており、そのため三菱地所は俗に「丸の内の大家」とも言われている。
丸の内一丁目には日本の中央駅である東京駅が位置している。多数の在来線・新幹線の起点となっており、東京を代表するターミナル駅である。 赤レンガ造りの丸の内口駅舎は辰野金吾らが設計したものであり、1914年に竣工、2003年に国の重要文化財に指定されている。丸の内駅舎は太平洋戦争中の東京大空襲により被災したが、2012年に完全に元の姿に復元された。
丸の内二丁目の明治安田生命保険相互会社本社本館（明治生命館）は国の重要文化財に指定されている。帝国劇場（帝劇）もこの地区にある。1991年に新宿区西新宿二丁目に移転するまで東京都庁舎も丸の内に所在していた（都庁跡地は現在の東京国際フォーラム）。都庁の一部があった場所を含め、東海道線の線路の東側にも丸の内に属する部分が一部存在する。
マンションなどの住宅や終夜営業の飲食店・居酒屋や商業施設が殆ど無いため、昼間人口と夜間人口の差が極端なのが特徴。平日昼間はサラリーマンやOLで賑わうが、深夜は行き交う人も疎らである。2000年代初頭までは昼間であっても週末・祝日は閑散としていたが、低層部に商業店舗が多く入居する丸の内ビルディング（丸ビル）が2002年に完成して以降は再開発が進み、平日夜の早い時間帯や休日の人通りが大幅に増えた。サラリーマン関係のニュースが報道される際、東京駅丸の内北口から多くのサラリーマンが歩いているニュース映像が流れることが多い。朝の気象情報では東京駅近辺の映像が流れるが、これは住友不動産丸の内ビルから撮影しているものである。
山手線西側の新宿副都心（西新宿）などが台頭し、1997年8月3日に「漂流するオフィスビル超一等地――黄昏の街、丸の内」という特集が『日本経済新聞』夕刊9面で報じられるなど、かつては地盤沈下が指摘された。2000年代に入ってからは上記のように丸ビルなど老朽化したビルの建て替えや、地区の中心を南北に通る丸の内仲通りにある高層ビルの低層階に高級ブランドや飲食店を誘致するなど商業機能を強化し、三菱地所主導の再開発で盛り返している。また東日本旅客鉄道（JR東日本）主導で東京駅も東京ステーションシティとして再開発を行なっており、地下にある駅ナカ商業施設が充実している。
三菱地所の調査によると、再開発に伴い丸の内では、店舗数が約280店（2001年）→約870店（2017年）、土日の訪問者数は約4万6000人（2002年）→約11万4000人（2016年）と大幅に増えた。ビルの建て替えや店舗の増加で街全体の魅力が高まり、企業の転入・回帰も進んだ。2014年時点の事業所数は約4300（1996年比で1.2倍）、従業員総数は約28万人（同5万人増）となった。
大手町・丸の内・有楽町をあわせて、大丸有とも呼ばれる。無料巡回バスである丸の内シャトルが本地区を中心に、大手町地区から有楽町地区までの範囲を周回している。

## 歴史

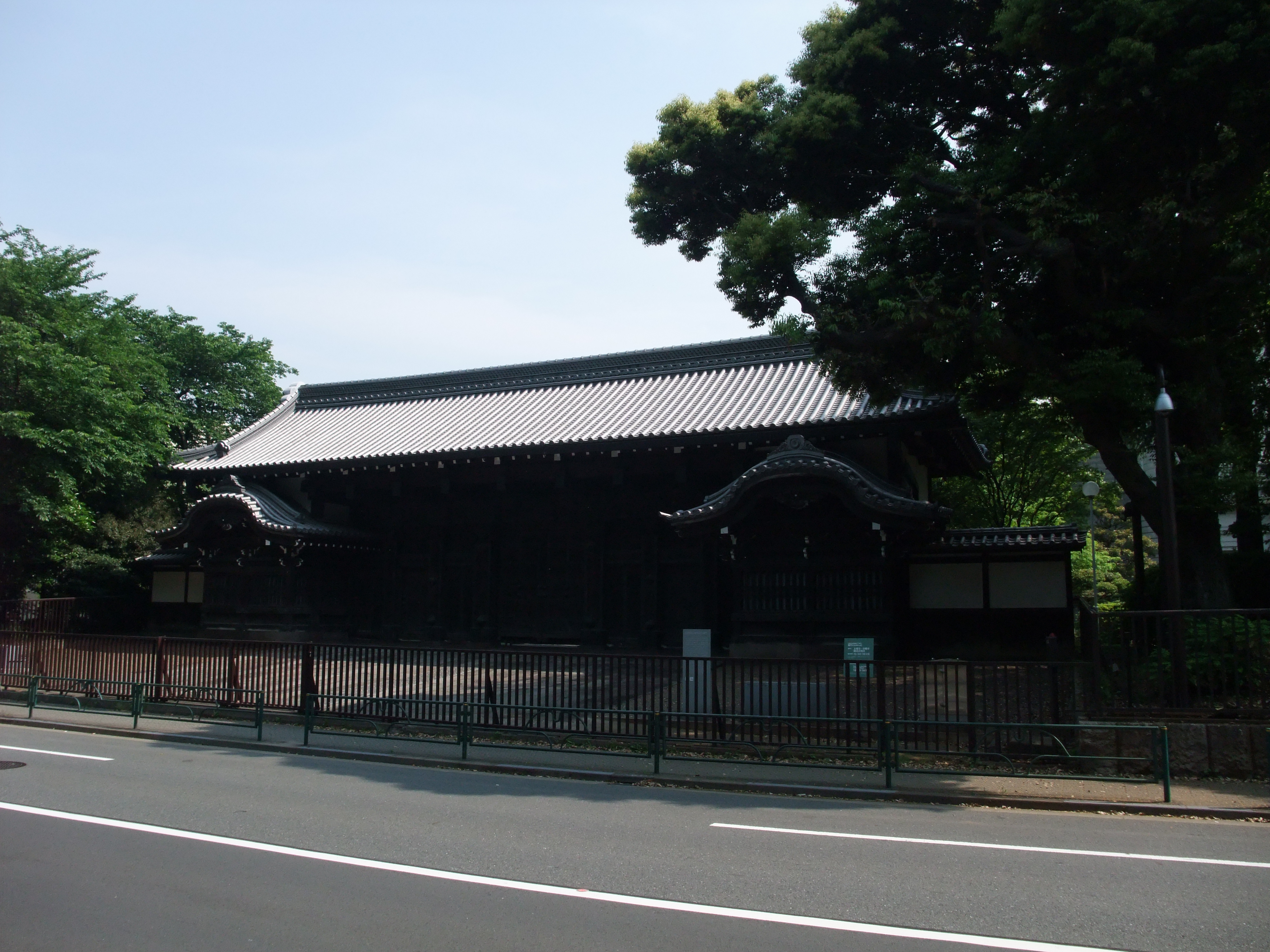
鳥取藩屋敷表門　江戸時代の丸の内の貴重な遺構　上野公園に移築

徳川家康が1590年に江戸城を居城とする前は、東京湾の一部で日比谷入江と呼ばれていた。1592年からこの入り江が埋め立てられて江戸城が拡張された。新たに外堀が作られ、外堀であったものが内堀となったため、御曲輪内（おくるわうち）と呼ばれるようになった。親藩や譜代大名の屋敷が24あまり建設され、大名小路と呼ばれた。南北町奉行や勘定奉行の奉行所、評定所も置かれた。外堀には要所に橋が架けられて通行できるようになっていたが、見附（見付）と呼ばれる見張り付きの城門が設置されて厳しく監視されていた。
1872年（明治5年）に北から大手町、道三町、永楽町、八重洲町、有楽町の町名が誕生した。大名屋敷は取り壊されて官有地となり、陸軍の兵舎・練兵場などになった。陸軍兵営が移転した後の1890年、三菱の2代目当主・岩崎弥之助に150万円で払い下げられた。当時の丸の内は草の生い茂る原野と化しており、三菱ヶ原と呼ばれた。1894年に丸の内最初のオフィスビルである三菱一号館が竣工、これを皮切りにロンドンのロンバード街に倣った赤煉瓦街が建設され、一丁倫敦（いっちょうろんどん）といわれるようになった。三菱の手でオフィス街が築かれたこの地区は、現在に至るも三菱グループ各社の本社や三菱地所所有のオフィスビルが集中する。
三菱一号館の竣工と同じ1894年、高知藩屋敷跡地に東京府庁舎（のちの東京都庁舎）が完成した。1911年に鳥取藩屋敷跡地に帝国劇場、1914年に三河吉田藩・美作津山藩・上総鶴牧藩の屋敷跡地に東京駅、1923年に岡山藩屋敷跡に丸の内ビルが完成するなど、急速に発展した。また、東京駅の開業を皮切りに行幸通り周辺に建設、約30mの高さで規制されていたアメリカ式大型ビルの町並みをニューヨークに倣って一丁紐育（いっちょうにゅーよーく）と呼ぶようになった。
東京駅の開業や市街化によって、1929年（昭和4年）に大手町の南西部・道三町の南西部、永楽町のほぼ全域、八重洲町の全域、有楽町の北半分を統合して丸ノ内の町名が誕生した。
第二次世界大戦直後、丸の内のオフィスビルが連合国軍最高司令官総司令部に接収されたため、追い出された企業の多くが東京駅をはさんだ八重洲に拠点を求めた。このことにより東京駅の乗降客数で比較した場合、一時的に八重洲口側の乗降客数が丸の口側を逆転した時期がある。八重洲側の急激な開発は連合軍の接収が解除されるまで続いた。
1957年、新大手町ビルヂング建設にあたり、三菱地所が借地権者であるザ・ファースト・ナショナル・シティバンク・オブ・ニューヨークの仮移転先に三菱仲5号館跡の仮設建物を提供しようとしたところ、「赤煉瓦街はニューヨークのスラムであったハーレムを連想させる」として難色を示した。これを受け、三菱地所は丸の内仲通りを拡幅して裏通りの私道を廃し、赤煉瓦街の19棟の建物を解体して8棟の大型ビルに集約する「丸ノ内総合改造計画」を始動させた。1959年着工の千代田ビルヂングを皮切りに、煉瓦街は急速に建て替えられ、1970年代前半には建物の高さ（100尺・約30m）の揃った近代的なビルが整然と立ち並ぶ街に生まれ変わった。1974年に三菱重工ビルヂング前で発生した三菱重工爆破事件では、テロの標的ともなった。
この間、1970年に住居表示が実施され、町名表記を丸の内に改めた。
1991年に東京都庁舎は新宿副都心に移転し、跡地は1997年に東京国際フォーラムや豊田通商東京本社（旧・東京都庁第三庁舎）となった。2005年から東京国際フォーラムを中心に開催されているラ・フォル・ジュルネ・オ・ジャポン 「熱狂の日」音楽祭は、ゴールデンウィークの一大イベントとなりつつある。
2000年代に入って丸の内の再開発が急速に進み、2002年8月に竣工した丸の内ビルディングは開業から4か月足らずで入場者数が200万人を突破するなど、一躍観光スポットとなった。その後も2004年9月14日に日本国有鉄道（国鉄）本社跡地、JTB本社跡地、東京中央ビルヂングの跡地に丸の内オアゾが、その3日後の9月17日に重要文化財の明治生命館を保存しつつ周囲を再開発した明治安田生命ビル（丸の内MY PLAZA）が、さらに2007年4月27日には新丸の内ビルディングがオープンした。2009年4月30日、丸の内最初のオフィスビルである三菱一号館が解体から41年を経て三菱一号館美術館の建物としてレプリカ再建された。
2000年から始まった特例容積率適用地区の指定を丸の内が受けたことにより、歴史的建築物であり建て替えが見込まれない「東京駅丸の内駅舎」で未利用分の容積率を周辺部のビルで活用することが可能となった。このため、2017年を前後に、丸の内一丁目3番及び丸の内三丁目2番において、高層ビルの立替え事業が進行した。
2024年に警視庁が取りまとめた『令和5年区市町村の町丁別、罪種別及び手口別認知件数』では、丸の内一丁目で2023年に発生した犯罪認知件数は344件とされており、東京23区の中で8番目に多い町とされている。

### 沿革
- 1872年 - 大手町、道三町、永楽町、八重洲町、有楽町の町名が誕生。
- 1878年11月2日 - 東京府麹町区の一部となる。
- 1889年5月1日 - 東京府東京市麹町区の一部となる。
- 1929年 - 丸ノ内の町名が誕生。
- 1943年7月1日 - 東京都麹町区の一部となる。
- 1947年3月15日 - 東京都千代田区の一部となる。
- 1970年1月1日 - 住居表示を実施し、丸の内に表記を変更する[21]。

### 町名の変遷
| 実施後       | 実施年月日   | 実施前（特記なければ各町名ともその一部） |
| ------------ | ------------ | ---------------------------------------- |
| 丸の内一丁目 | 1970年1月1日 | 丸ノ内一丁目（全域）、丸ノ内二丁目       |
| 丸の内二丁目 | 1970年1月1日 | 丸ノ内二丁目                             |
| 丸の内三丁目 | 1970年1月1日 | 丸ノ内三丁目（全域）                     |

## 学区
区立小・中学校に通う場合、学区は以下の通りとなる（2017年8月現在）。なお、千代田区の中学校では学校選択制度を導入しており、区内全域から選択することが可能。
| 丁目         | 番地 | 小学校                 | 中学校                                        |
| ------------ | ---- | ---------------------- | --------------------------------------------- |
| 丸の内一丁目 | 全域 | 千代田区立千代田小学校 | 千代田区立麹町中学校 千代田区立神田一橋中学校 |
| 丸の内二丁目 | 全域 | 千代田区立千代田小学校 | 千代田区立麹町中学校 千代田区立神田一橋中学校 |
| 丸の内三丁目 | 全域 | 千代田区立千代田小学校 | 千代田区立麹町中学校 千代田区立神田一橋中学校 |

## 事業所
2021年（令和3年）現在の経済センサス調査による事業所数と従業員数は以下の通りである。
| 丁目         | 事業所数    | 従業員数  |
| ------------ | ----------- | --------- |
| 丸の内一丁目 | 1,553事業所 | 103,028人 |
| 丸の内二丁目 | 914事業所   | 65,717人  |
| 丸の内三丁目 | 1,452事業所 | 29,630人  |
| 計           | 3,919事業所 | 198,375人 |

### 事業者数の変遷
経済センサスによる事業所数の推移。
| 年                 | 事業者数 |
| ------------------ | -------- |
| 2016年（平成28年） | 2,559    |
| 2021年（令和3年）  | 3,919    |

### 従業員数の変遷
経済センサスによる従業員数の推移。
| 年                 | 従業員数 |
| ------------------ | -------- |
| 2016年（平成28年） | 172,189  |
| 2021年（令和3年）  | 198,375  |

## 地域

### 主なビルと入居企業・団体

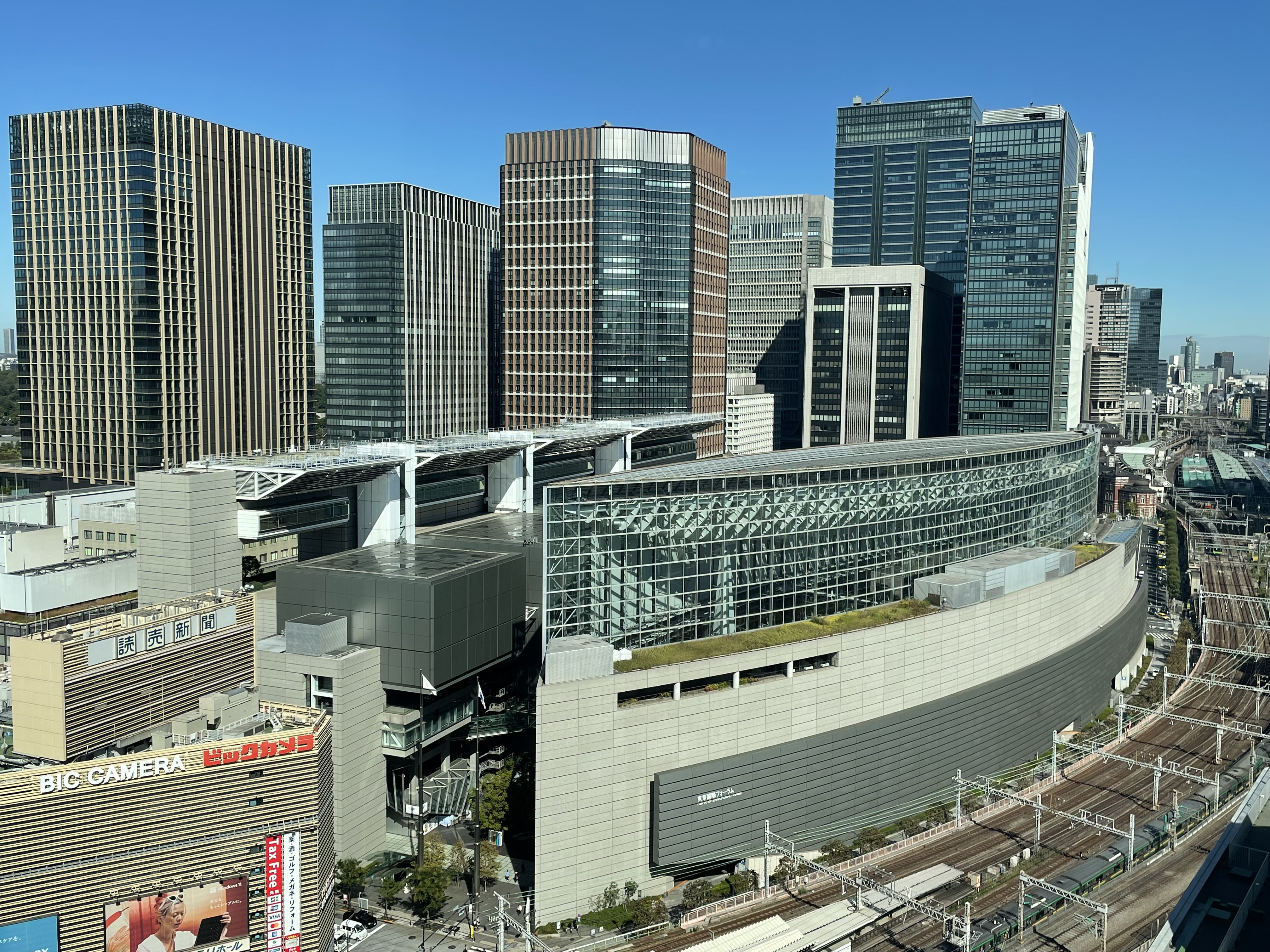
東京国際フォーラムと丸の内のビル群

#### 丸の内一丁目
- パレスビル（丸の内一丁目1-1）
  - 三菱ケミカルグループ本社
  - 田辺三菱製薬東京本社（登記上の本店は大阪市中央区）
  - 三菱ケミカル本社（旧:三菱化学本社）
  - クリフォードチャンス法律事務所外国法共同事業
- 三井住友銀行本店ビルディング（丸の内一丁目1-2）
  - 三井住友フィナンシャルグループ本社
  - 三井住友銀行本店
- 日本生命丸の内ガーデンタワー（丸の内一丁目1-3）
- 東京海上日動ビルディング（丸の内一丁目2-1）
  - 東京海上ホールディングス本社
  - 東京海上日動火災保険本社
- 三井住友銀行東館（丸の内一丁目3-1）
- 丸の内永楽ビルディング（丸の内一丁目4-1）
  - 三井住友信託銀行本店
  - 三井住友トラスト・ホールディングス本社
  - 三菱UFJ銀行新丸の内支店、東京営業部
- 三菱UFJ信託銀行本店ビル（丸の内一丁目4-5）
  - 三菱UFJ信託銀行本店
- 新丸の内ビルディング（丸の内一丁目5）
  - 三菱HCキャピタル本社
  - AGC本社
  - 成城石井 新丸ビル店
- 丸の内オアゾ
  - 丸の内センタービル（丸の内一丁目6-1）
    - セブン銀行本店

  - 新丸の内センタービル（丸の内一丁目6-2）
    - 日本ゼオン本社
    - アドバンテスト本社

  - オアゾ　ショップ＆レストラン（丸の内一丁目6-3）
    - 丸善丸の内本店

  - 丸の内北口ビル（丸の内一丁目6-5）
    - バイエル薬品東京支社
    - 北海道電力東京支社

  - 日本生命丸の内ビル（丸の内一丁目6-6）
    - 日立製作所本社
    - 日本生命保険東京本部（登記上の本店は大阪市中央区）
- サピアタワー（丸の内一丁目7）
  - アストモスエネルギー本社
- 丸の内トラストシティ
  - 丸の内トラストタワーN館（丸の内一丁目8-1）
    - ジュピターテレコム本社

  - 丸の内トラストタワー本館（丸の内一丁目8-3）
    - カルビー本社
- 鉄鋼ビルディング
  - 本館（丸の内一丁目8-2）
  - 南館（丸の内一丁目8-3）
    - 武田コンシューマーヘルスケア本社
- グラントウキョウ
  - ノースタワー（丸の内一丁目9-1）
    - 大和証券グループ本社
    - 大和証券本社

  - サウスタワー（丸の内一丁目9-2）
    - リクルート本社
- 丸の内中央ビル（丸の内一丁目9-1）
  - JR東海 東海道新幹線鉄道事業本部
- パシフィックセンチュリープレイス丸の内（丸の内一丁目11-1）

#### 丸の内二丁目
- 丸の内マイプラザ（丸の内二丁目1）
  - 明治生命館
    - 明治安田生命保険本社

  - 明治安田生命本社ビル
    - 明治安田生命保険本社
- 岸本ビルヂング（丸の内二丁目2-1）
  - 大江橋法律事務所東京事務所
  - 兆豊国際商業銀行東京支店
- 丸の内三井ビル（丸の内二丁目2-2）
  - シティユーワ法律事務所
- 丸の内仲通りビル（丸の内二丁目2-3）
  - 古河電気工業本社
  - 古河機械金属本社
  - インド銀行東京支店
- 三菱商事ビルディング（丸の内二丁目3-1）
  - 三菱商事本店（登記上の本店所在地）
- 郵船ビルディング（丸の内二丁目3-2）
  - 日本郵船本社
  - 欧州復興開発銀行東京駐在員事務所
  - 弁護士法人淀屋橋・山上合同東京事務所
  - 中国農業銀行東京支店
- 丸の内ビルディング（丸の内二丁目4-1）
  - 久光製薬東京本社（登記上の本店は佐賀県鳥栖市）
  - ブルームバーグ エル・ピー東京オフィス
  - 名商大ビジネススクール
- 丸の内二丁目ビル（丸の内二丁目5-1）
- 三菱ビルヂング（丸の内二丁目5-2）
  - 三菱UFJ証券ホールディングス（登記上の本店所在地。本社は千代田区大手町）
  - 三菱UFJモルガン・スタンレー証券（本店営業部店舗及び登記上の本店所在地。本社は千代田区大手町）
- 丸の内パークビルディング（丸の内二丁目6-1）
  - 日本製鉄本社
  - 三菱商事本店
  - 森・濱田松本法律事務所
- 三菱UFJ銀行本店ビル（丸の内二丁目7-1）
  - 三菱UFJフィナンシャル・グループ本社
  - 三菱UFJ銀行本店
- JPタワー（丸の内二丁目7-2）
  - 東京中央郵便局
  - ゆうちょ銀行本店（本社は大手町）
  - 兼松本社（登記上の本店は神戸市中央区）
  - コニカミノルタ本社
  - メタルワン本社
  - 長島・大野・常松法律事務所
- 東京ビルディング（丸の内二丁目7-3）
  - 三菱電機本社
  - JPモルガン証券本社
  - 田中貴金属工業本社

#### 丸の内三丁目
- 帝劇ビル・国際ビルヂング【一体型複合建物】（丸の内三丁目1-1） ※建替えのため2025年3月末閉館。
  - 日本倶楽部
  - 出光美術館
- 丸の内二重橋ビル（丸の内三丁目2）
  - 北恵東京本社（登記上の本店は大阪市中央区）
  - 東京商工会議所本部
  - 日本外国特派員協会
  - 三菱重工業
  - King＆Wood Mallesons法律事務所・外国法共同事業
  - 有限責任監査法人トーマツ東京事務所
  - デロイトトーマツコンサルティング本社
  - デロイトトーマツファイナンシャルアドバイザリー本社
- 新東京ビルヂング（丸の内三丁目3-1）
  - SMBC日興証券本店
- 新国際ビルヂング（丸の内三丁目4-1）
  - JA北海道中央会東京事務所
  - ホクレン東京事務所
  - 栗林商会東京支店
- 新日石ビルヂング（丸の内三丁目4-2）
  - 整理回収機構本社
- 東京国際フォーラム（丸の内三丁目5-1）
- 住友不動産丸の内ビル（丸の内三丁目8-1）

## 観光
名所・旧跡・商業施設
- 東京駅丸の内駅舎（重要文化財）
  - 東京ステーションホテル
  - 東京ステーションギャラリー
- 丸の内ビルディング（丸ビル）
- 新丸の内ビルディング（新丸ビル）
- JPタワー
  - 東京中央郵便局
- 東京ビルTOKIA（東京ビルディング）
- 丸の内オアゾ
  - 丸善丸の内本店
- 三菱一号館美術館 - パリのモンマルトル界隈で活躍したロートレック作品が展示の中心。
- 丸の内ブリックスクエア
- 丸ノ内ホテル
- 三菱UFJ信託銀行本店ビル
  - ディーン・アンド・デルーカ丸の内店
- シャングリ・ラ ホテル 東京
- フォーシーズンズホテル丸の内東京
- パレスホテル東京
- 新東京ビルヂング
  - エルメス丸の内店
  - ポール・スミス丸の内店
- 新国際ビルヂング
  - ラ・メゾン・デュ・ショコラ丸の内店
  - パティスリー・サダハルアオキ・パリ丸の内店
  - コム・デ・ギャルソン丸の内店
  - ヨーガン・レール + ババグーリ丸の内
  - リモワ丸の内店
- 国際ビルヂング（帝劇ビル）
  - 丸の内タニタ食堂
  - パタゴニア東京・丸の内
  - バカラ丸の内店
  - フォリフォリ有楽町店
  - ジョン・ロブ丸の内店[注釈 2]
  - ゼロハリバートン丸の内店
  - 帝国劇場
  - 出光美術館
- 東京會舘
- 明治生命館（重要文化財）
- 東京国際フォーラム
- 東京スポーツスクエア

## 交通
鉄道
- 大手町駅（都営地下鉄三田線・東京メトロ丸ノ内線・東西線・千代田線・半蔵門線） - 出入口が設けられている。
- 東京駅（JR東日本中央線・京浜東北線・山手線・東海道線・上野東京ライン・京葉線・横須賀線・総武快速線・東北・山形・秋田・北海道・上越・北陸新幹線・JR東海東海道・山陽新幹線・東京メトロ丸ノ内線）
- 二重橋前駅（東京メトロ千代田線）
- 日比谷駅（都営地下鉄三田線）- 出入口が設けられている。
- 有楽町駅（東京メトロ有楽町線）- 出入口が設けられている。

バス
- 都営バスS-1 東京駅丸の内 北口
- 都営バス東20 東京駅丸の内 北口
- 都営バス東20乙 東京駅丸の内 北口
- 都営バス東22 東京駅丸の内 北口
- 都営バス東43 大手町／東京駅丸の内 北口
- 都営バス都04 東京国際フォーラム前/東京駅丸の内 南口
- 都営バス都05 東京国際フォーラム前/東京駅丸の内 南口
- 東急バス東98 馬場先門/東京国際フォーラム前/東京駅南口
- はとバス 東京駅丸の内 南口
- 丸の内シャトル 新丸ビル/郵船ビル/丸の内マイプラザ/東京會舘/新国際ビル/三菱ビル
- スカイバス東京
- 丸ノ内鍛冶橋駐車場 -「東京駅」近隣の夜行バス、高速バスの発着場所として使用されている。

道路
- 内堀通り
- 東京都道404号皇居前東京停車場線（行幸通り）
- 日比谷通り
- 丸の内仲通り

首都高速道路・出入口
- 首都高速都心環状線

## 画像

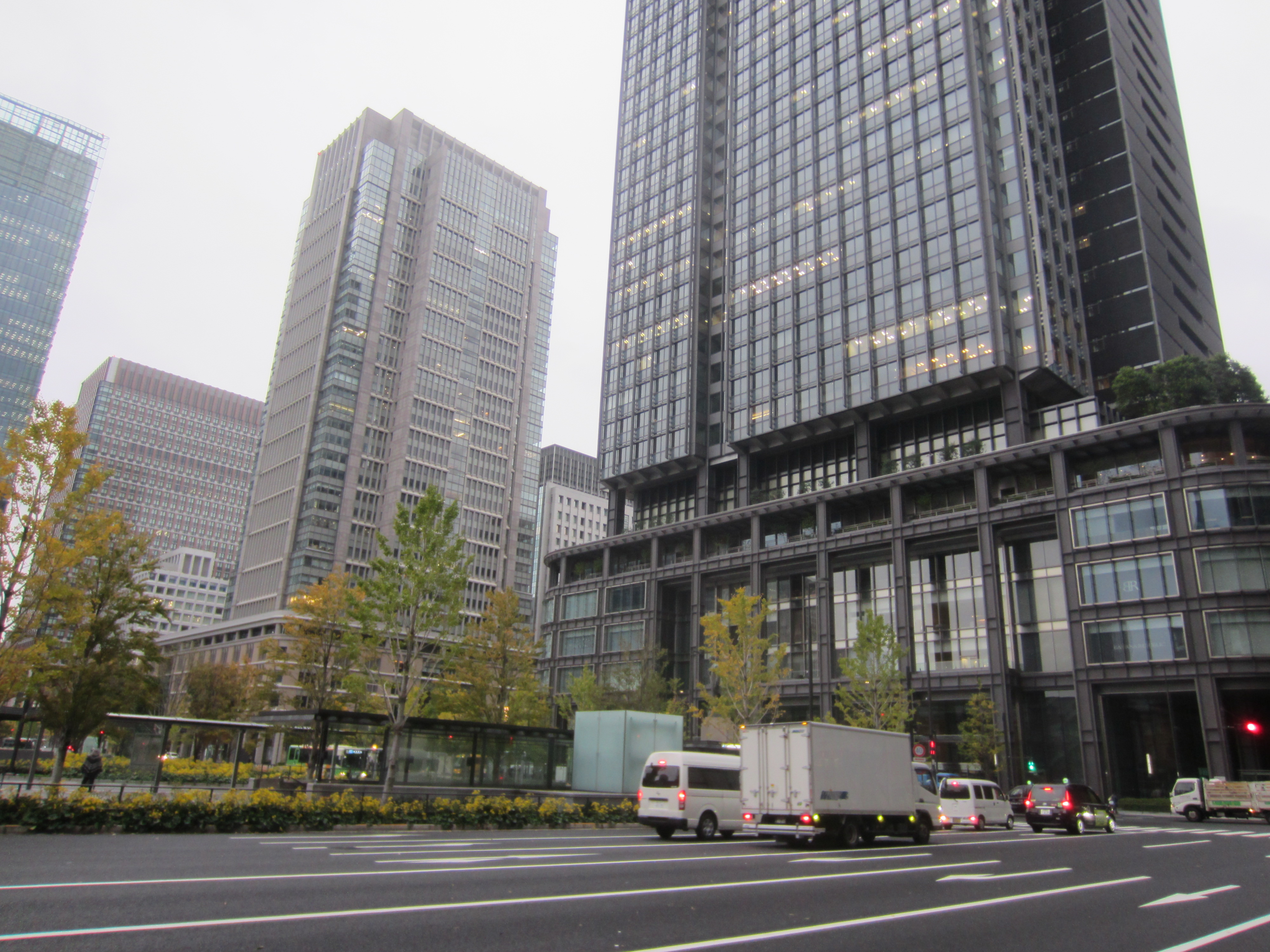
丸の内のオフィスビル
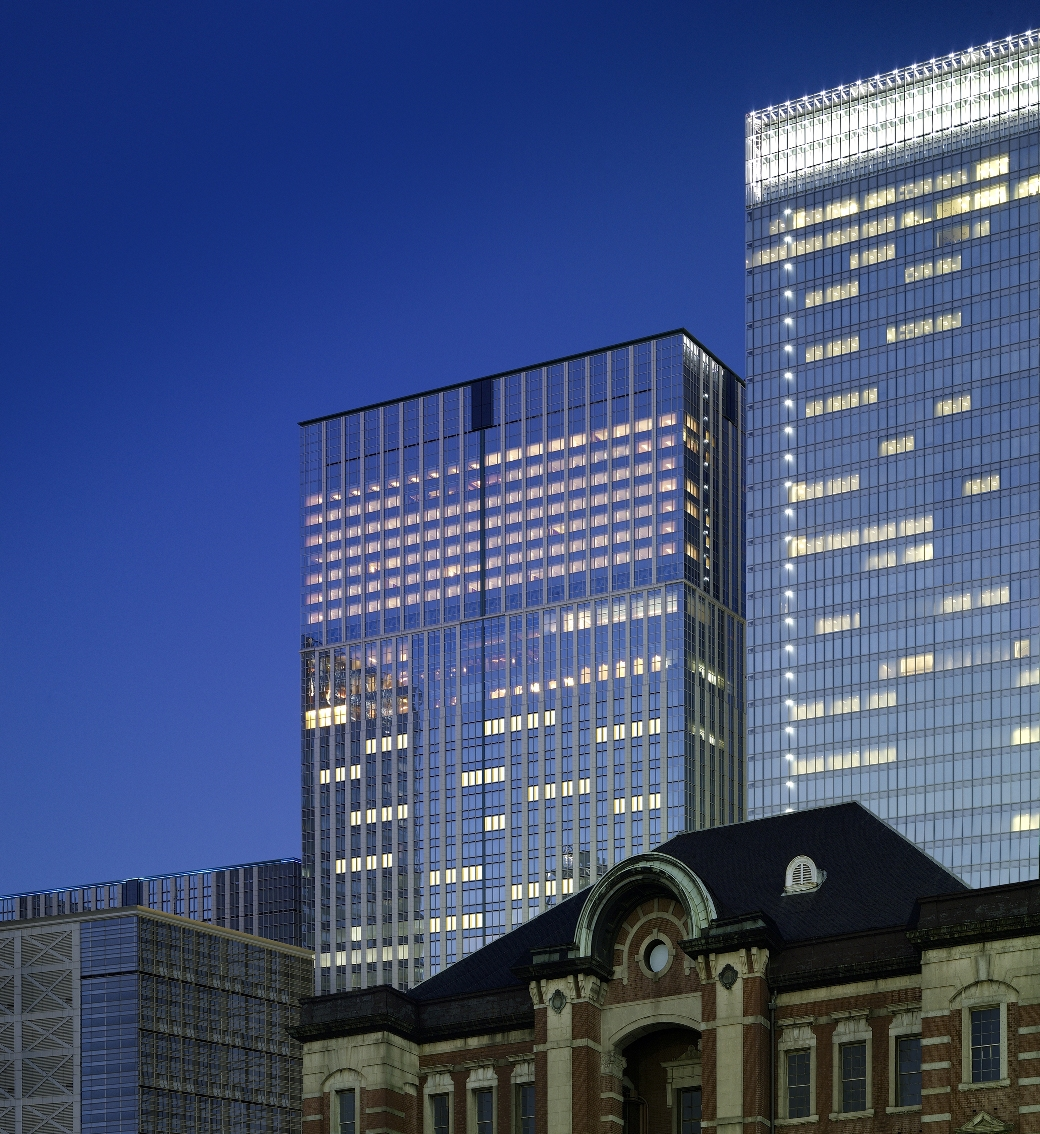
シャングリ・ラ ホテル 東京
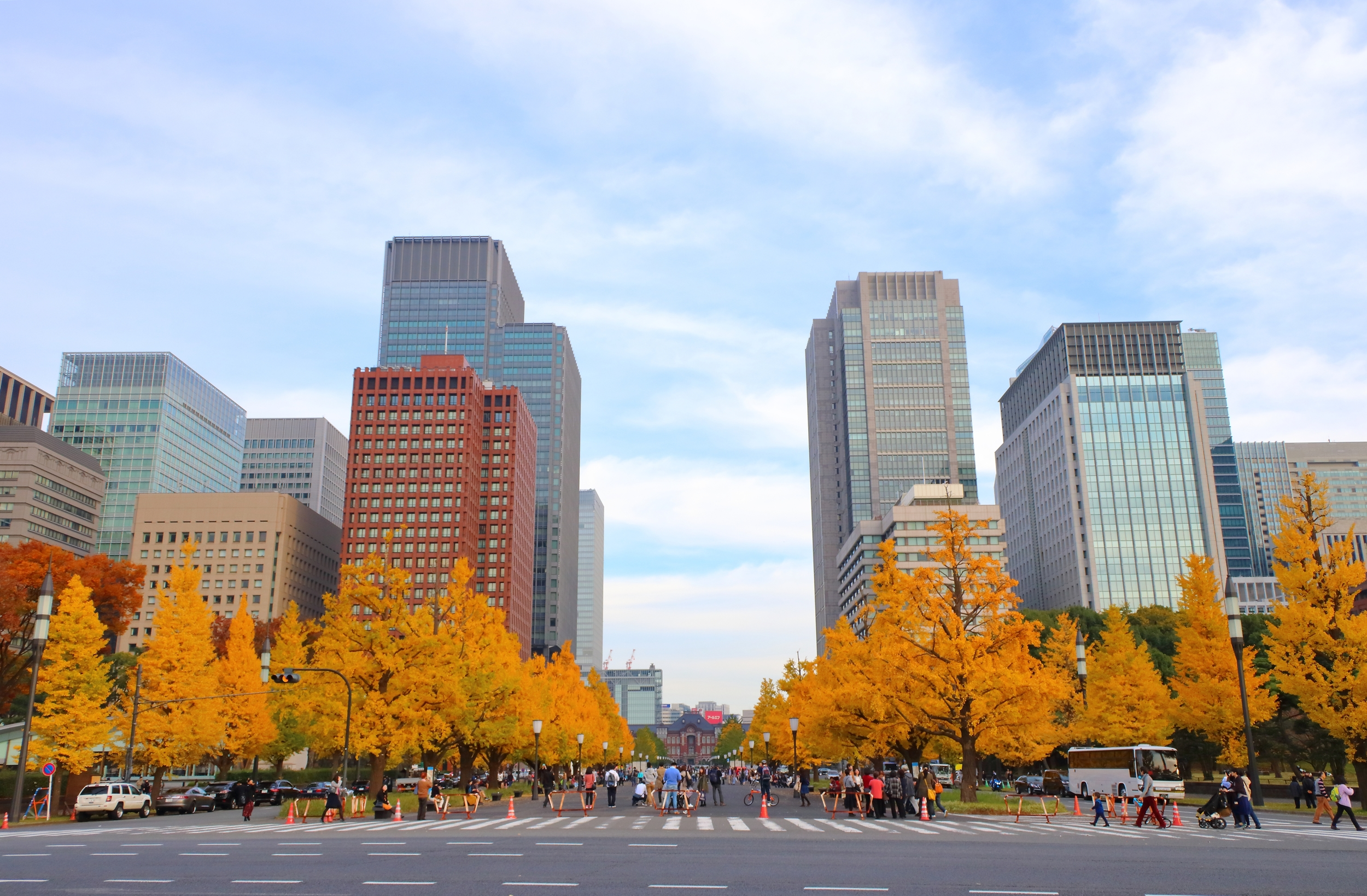
秋の丸の内
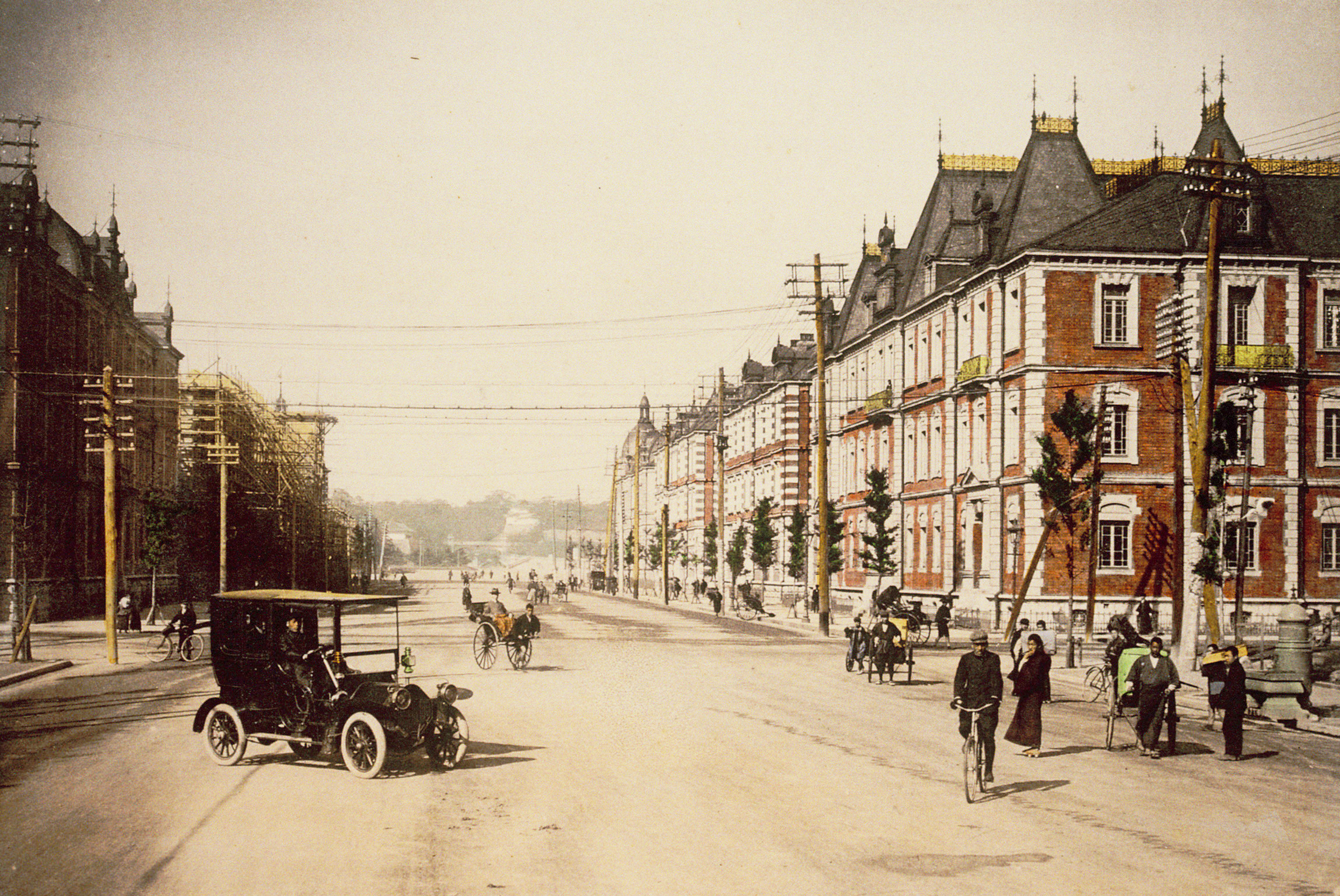
1920年頃、レンガとタイル張りのオフィスビルが立ち並ぶ丸の内は、当時「リトルロンドン」と呼ばれていた。
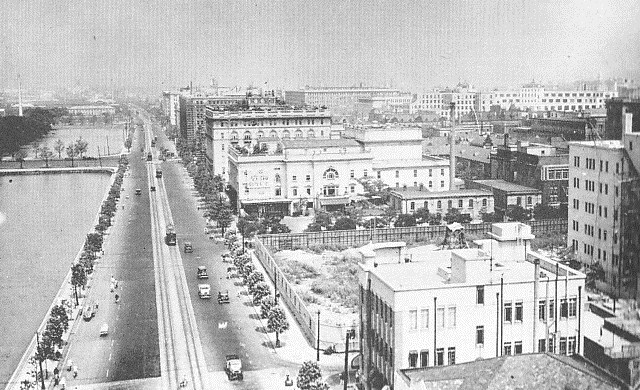
1930年代の丸の内
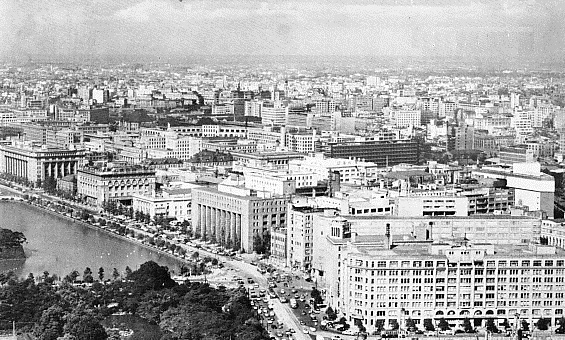
1960年頃の丸の内
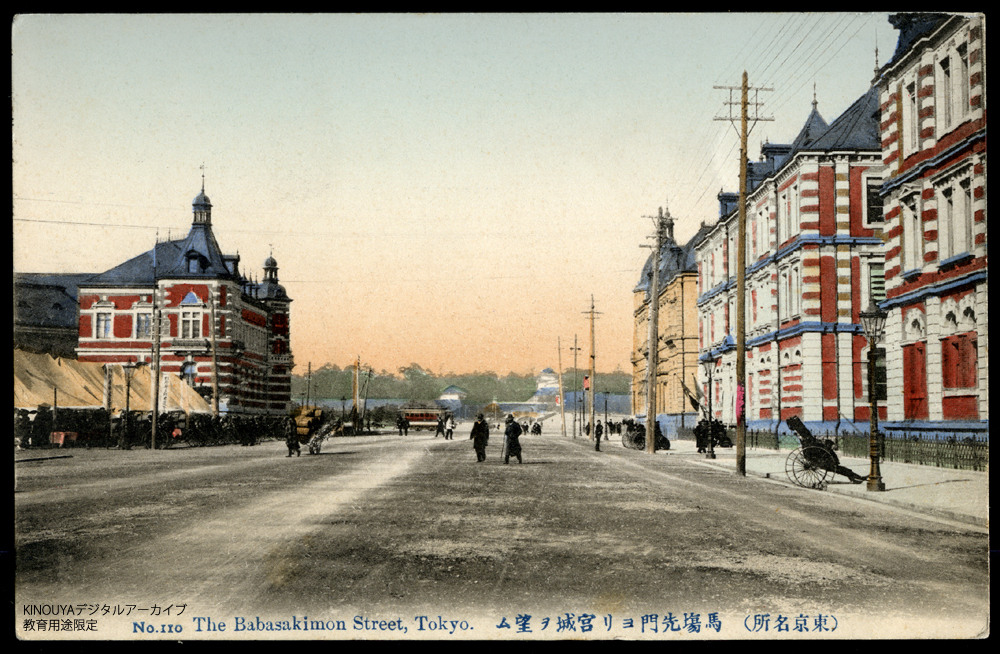
手彩色絵葉書東京丸の内馬場先門通り明治期

## その他

### 日本郵便
- ビル除く全域の郵便番号は、100-0005[3]である。各ビルの郵便番号は以下の通りである[26]。なお、集配局はすべて銀座郵便局である。[27]。

| ビル名                                 | 地上階    | 郵便番号           | 郵便番号       |
| ビル名                                 | 地上階    | 階層ごと           | 地階・階層不明 |
| -------------------------------------- | --------- | ------------------ | -------------- |
| グラントウキョウサウスタワー           | 1階〜42階 | 100-6601〜100-6642 | 100-6690       |
| グラントウキョウノースタワー           | 1階〜43階 | 100-6701〜100-6743 | 100-6790       |
| 新丸の内ビルディング                   | 1階〜38階 | 100-6501〜100-6538 | 100-6590       |
| JPタワー                               | 1階〜38階 | 100-7001〜100-7038 | 100-7090       |
| 東京ビルディング                       | 1階〜33階 | 100-6401〜100-6433 | 100-6490       |
| パシフィックセンチュリープレイス丸の内 | 1階〜31階 | 100-6201〜100-6231 | 100-6290       |
| 丸の内パークビルディング               | 1階〜34階 | 100-6901〜100-6934 | 100-6990       |
| 丸の内ビルディング                     | 1階〜37階 | 100-6301〜100-6337 | 100-6390       |

※各ビルの郵便番号は6・7ケタ目に地上階毎の郵便番号が割り振られています。（例：1階は「01」、10階は「10」）